# Caleb Blood Smith
Pour les articles homonymes, voir Smith.
Caleb Blood Smith, né le 16 avril 1808 à Boston (Massachusetts) et mort le 7 janvier 1864 à Indianapolis (Indiana), est un homme politique américain. Membre du Parti whig puis du Parti républicain, il est représentant de l'Indiana entre 1843 à 1849 puis secrétaire à l'Intérieur entre 1861 et 1862 dans l'administration du président Abraham Lincoln.

## Biographie
Caleb Blood Smith a joué un rôle déterminant dans la nomination d'Abraham Lincoln à la présidence de la Convention nationale républicaine de Chicago en 1860. Après sa victoire à l'élection présidentielle, il est secrétaire de l'Intérieur des États-Unis de 1861 à 1862 dans son administration. Mais sa santé déclinant, il délégua la plupart de ses responsabilités au secrétaire adjoint de l'intérieur John Palmer Usher qui lui succèdera. Il démissionne le 31 décembre 1862 pour raisons de santé.